# Baetis Chaos
Baetis Chaos és una estructura geològica del tipus chaos a la superfície de Mart, situada amb el sistema de coordenades planetocèntriques a 0.38 ° de latitud N i 299.96 ° de longitud E. Fa un diàmetre de 66.66 km. El nom va ser fet oficial per la UAI l'any 2006 i el pren d'una característica d'albedo.